# Stenus atratulus
Stenus atratulus är en skalbaggsart som beskrevs av Wilhelm Ferdinand Erichson 1839. Stenus atratulus ingår i släktet Stenus, och familjen kortvingar. Arten är reproducerande i Sverige.